# Bienalsur
 (juin 2025).
 (juin 2025).
BIENALSUR (Bienal Internacional de Arte Contemporáneo del Sur) est une biennale internationale d'art contemporain organisée depuis 2017 par l'Universidad Nacional de Tres de Febrero (UNTREF), une université publique argentine.

## Histoire
BIENALSUR trouve ses origines dans une série de rencontres du « Global South » organisées à partir de 2015, qui ont donné naissance à un projet basé sur les dialogues, les échanges et les présentations.
La première édition s'est tenue en 2017 avec la participation de plus de 400 artistes dans environ 80 lieux répartis dans 34 villes de 16 pays. En 2019, la cartographie s'est étendue à 112 lieux dans 47 villes de 21 pays. Malgré les défis posés par la pandémie de Covid-19, l'édition 2021 a eu lieu dans 120 lieux de 48 villes dans 24 pays d'Amérique, d'Asie et d'Europe.
Plus de 1 800 artistes du monde entier ont participé aux trois premières éditions. En 2023, la quatrième édition s'est déroulée dans plus de 70 villes de 28 pays sur 5 continents, avec la participation de plus de 700 artistes et 64 commissaires.

## Concept et organisation

### Modèle décentralisé
BIENALSUR se distingue par son approche décentralisée, démocratique, horizontale et humaniste. Contrairement aux biennales traditionnelles concentrées en un lieu unique, BIENALSUR crée sa propre cartographie artistique s'étendant sur 18 370 kilomètres, reliant simultanément espaces artistiques, créateurs, publics et communautés de tous les continents.
Le point de départ (Km 0) de BIENALSUR est situé au MUNTREF (Musées de l'Universidad Nacional de Tres de Febrero) dans l'ancien Hôtel des Immigrants du port de Buenos Aires, Argentine. La cartographie s'étend jusqu'à Tokyo, Japon.

### Appels ouverts internationaux
BIENALSUR intègre des œuvres et projets issus d'appels ouverts, libres et internationaux sans sujets pré-établis. Les projets sont sélectionnés par un Comité curatorial international composé de professionnels de différents horizons.

## Direction
Aníbal Jozami est le directeur général de BIENALSUR. Sociologue spécialisé en relations internationales, homme d'affaires et collectionneur d'art, il est recteur émérite de l'Universidad Nacional de Tres de Febrero et directeur des musées de la même université (MUNTREF). En 1993, il a fondé la Fondation Foro del Sur, organisation non gouvernementale dont la mission est de rassembler dirigeants politiques, économiques et académiques pour formuler des politiques d'État pour l'Amérique du Sud.
Diana Wechsler est la directrice artistique et académique. Docteure en histoire de l'art, elle est chercheuse au CONICET (Conseil national de recherche scientifique et technique) et curatrice. Vice-rectrice de l'UNTREF, elle dirige également l'Institut de recherche en art et culture Dr. Norberto Griffa et le Master en études curatoriales de l'UNTREF.

## Reconnaissances
BIENALSUR a reçu plusieurs distinctions :
- 2019 : Patronage général de l'UNESCO[1]
- 2019 : Sélection comme projet culturel pour le Forum international pour la paix de Paris[1]
- 2021 : Distinction de la Fondation internationale Jorge Luis Borges[1]
- 2022 : Prix Konex en tant qu'institution culturelle[1]
- 2023 : Prix Gratis Artis décerné par l'Académie nationale des beaux-arts[1]

## Éditions

### Première édition (2017)
- Plus de 350 artistes et commissaires
- 84 lieux dans 32 villes de 16 pays
- Période : septembre-décembre 2017[4]

### Deuxième édition (2019)
- 112 lieux dans 47 villes de 21 pays
- Plus de 5 000 propositions reçues de 76 pays
- Période : juin-octobre 2019[3]

### Troisième édition (2021)
- 120 lieux dans 48 villes de 24 pays
- Thème : « Penser les futurs possibles »[1]

### Quatrième édition (2023)
- Plus de 70 villes dans 28 pays sur 5 continents
- Plus de 700 artistes et 64 commissaires participants[1]

### Cinquième édition (2025)
L'appel international pour la cinquième édition s'est déroulé du 4 mars au 8 avril 2024.

## Axes curatoriaux
BIENALSUR développe ses expositions autour de cinq grandes orientations :
1. Actions et interférences dans l'espace public : Priorité aux propositions qui interviennent dans les espaces urbans publics et les sites non conventionnels
2. Travail curatorial : Expositions organisées d'œuvres sélectionnées par le jury international
3. Collection de collections : Sélection d'œuvres de collections établies élargissant le répertoire de l'art contemporain
4. Projets associés : Projets d'institutions ayant décidé de rejoindre BIENALSUR
5. Programmation spéciale : Événements et rencontres complémentaires

## Philosophie
BIENALSUR revendique le droit à la culture et à la diversité, cherchant à dépasser les frontières tout en respectant les différences. La biennale vise à créer une citoyenneté culturelle depuis le sud du monde et à explorer des dynamiques alternatives pour l'art et la culture dans la recherche de nouvelles logiques de circulation artistique et sociale.